# Metodo CHIVA
CHIVA, acronimo di Conservatrice Hémodynamique de l'Insuffisance Veineuse en Ambulatoire (tradotto dal francese, "trattamento emodinamico conservativo dell'insufficienza venosa in ambulatorio") è una tecnica chirurgica che permette la correzione dei sintomi dell'insufficienza venosa cronica e delle sue complicazioni, in particolare le vene varicose.
I principi fondamentali su cui si basa il metodo CHIVA sono spiegati in questo libro altamente dettagliato e ad accesso libero

## Caratteristiche
L'operazione permette la conservazione della vena grande safena che continua a garantire il drenaggio dei tessuti: questa rimane disponibile per eventuali successivi innesti di vena.
L'attuazione di questo trattamento si basa sui principi dell'emodinamica, di cui è necessaria una buona conoscenza per ottenere un risultato ottimale. Inoltre, l'uso di questo metodo richiede una buona praticità nell'uso della ecografia Doppler.

## Procedura
Il chirurgo esamina prima le caratteristiche di emodinamica del paziente. Sulla base delle sue osservazioni, determina una strategia per legare certe vene in punti specifici. Di solito un massimo di cinque incisioni superficiali (spesso meno) sono fatte in anestesia locale. Il paziente viene dimesso lo stesso giorno dopo l'operazione.

## Efficacia
Alcuni studi randomizzati internazionali hanno rilevato che le recidive di vene varicose sono meno frequenti rispetto ai metodi convenzionali.
Una metanalisi della Cochrane Collaboration, che ha analizzato sei studi controllati e randomizzati, ha tuttavia evidenziato che il rischio di recidive e di problematiche collaterali sarebbe pari o lievemente inferiore rispetto alle metodologie tradizionali, e che ulteriori ricerche sono necessarie a causa del ridotto numero di studi effettuati e di varie problematiche metodologiche (come la mancanza di doppio cieco) che hanno aumentato il rischio di bias.